# Streatley (Berkshire)
Streatley è un villaggio e parrocchia civile dell'Inghilterra, appartenente alla contea del Berkshire.